# Parafia Trójcy Świętej w Głubczynie
Parafia Trójcy Świętej w Głubczynie – parafia rzymskokatolicka w dekanacie Złotów II w diecezji bydgoskiej.
Miejscowości należące do parafii: Augustowo, Dolnik, Głubczyn, Maryniec, Paruszka, Rogownica, Skórka i Stare.

## Historia
Została utworzona przez opata Cystersów Andrzeja Kościelec-Kościeleckiego – właściciela dóbr głubczyńskich. Jednym z proboszczów parafii w Głubczynie był ks. Maksymilian Grochowski (lata 1908-1939), prezes Polsko-Katolickiego Towarzystwa Szkolnego w Niemczech, zamęczony przez gestapo za utrwalanie polskości. 

## Filie
Parafia składa się z dwóch kościołów filialnych mieszczących się w okolicznych miejscowościach. Są to:
- kościół Najświętszego Serca Pana Jezusa w Paruszce,
- kościół Narodzenia Najświętszej Maryi Panny w Skórce.